# Politica Etiopiei
Președintele republicii: GIRMA WOLDE-GIYORGIS 	(din 2001) 
Născut în 1924, este un om politic etiopian. A fost numit președinte în 8 octombrie 2001 de către parlament, când era relativ recunoscut. Etiopia este un stat cu regim și președinția are o funcție simbolică, dotată cu puțină putere. Mandatul prezidențial este de 6 ani. A servit armata sub împăratul Haile Selassie apoi și-a făcut intrarea în Parlament unde a fost numit ca purtător de cuvant al camerei deputaților. După împușcarea împăratului în 1974, a servit sub regimul militar al lui Derg și a lucrat în Eritreea în calitate de reprezentant local al Crucii Roșii. S-a reîntors în Parlament după retragerea lui Mengistu Haile Mariam în 1991.
(Prim Ministru: MELES ZENAWI din 1995).  Premierul etiopian Meles Zenawi a afirmat că persoane cu cetățenie canadiană, britanică, pakistaneză și sudaneză figurează printre persoanele capturate sau rănite în timpul luptelor. La sfârșitul anului trecut, armata etiopiană a intervenit pentru înlăturarea regimului islamist din Somalia. 23 de persoane și-au pierdut viața și 150 au fost rănite în capitala Etiopiei, Addis Abeba, după ciocnirile violente dintre forțele de ordine și protestatarii alegerilor parlamentare din mai. Perceput de administrația Bush ca un lider african ce încurajează progresul, imaginea Prim-Ministrului Meles Zenawi a fost grav afectată de moartea civililor etiopieni.